# Láska a příšery
Láska a příšery (v anglickém originále Love and Monsters) je americký film z roku 2020, který kombinuje prvky dobrodružného filmu, romantické komedie a postapokalyptické sci-fi. Režíroval ho Michael Matthews podle scénáře Briana Duffielda a Matthewa Robinsona. Producenty byli Shawn Levy a Dan Cohen. Hlavní role ztvárnili Dylan O'Brien, Jessica Henwick, Dan Ewing a Michael Rooker.

## Děj
Před sedmi lety zasáhla Zemi hrozba v podobě velkého asteroidu, který měl planetu zničit. Lidé odpálili všechny dostupné jaderné střely, aby jej zničili, což se podařilo – radioaktivní spad však způsobil masivní mutace studenokrevných živočichů, jako jsou hmyz a obojživelníci. Tito tvorové dorostli obrovských rozměrů a stali se vrcholovými predátory, čímž vyhubili většinu lidské populace. Přeživší se stáhli do podzemních kolonií.
Joel Dawson (Dylan O'Brien) byl tehdy sedmnáctiletý kluk a během evakuace se oddělil od své přítelkyně Aimee. Od té doby žije v bunkru s dalšími přeživšími, jenže na rozdíl od ostatních není žádný bojovník – ve chvílích ohrožení má tendenci ztuhnout. Po letech, kdy vykonává jen podpůrné práce, se rozhodne opustit relativní bezpečí bunkru a vydat se dlouhou cestu po povrchu, aby Aimee, která žije v jiné kolonii u moře, znovu našel.
Cesta se ukáže být plná smrtelných nástrah. Joel čelí obrovským mutantním žábám, červům a krabům, přičemž několikrát málem zemře. Zanedlouho potká zkušeného přeživšího Clydea (Michael Rooker) a jeho adoptivní dceru Minnow, kteří putují na sever. Oba ho naučí základy přežití na povrchu – rozpoznávat nebezpečné tvory, zachovat chladnou hlavu a využívat prostředí ve svůj prospěch. Clyde Joelovi opakovaně připomíná, že ne všichni tvorové jsou agresivní a není nutné s nimi bojovat. Joel pak jde svou vlastní cestou a potká psa Boye, který se stane jeho věrným a užitečným společníkem, varuje ho před nebezpečím a několikrát Joelovi zachrání život.
Po mnoha dobrodružstvích se Joel konečně dostane do kolonie k Aimee (Jessica Henwick). Zjistí však, že si jeho někdejší láska mezitím vybudovala nový život a vede komunitu přeživších; jeho romantická představa o vztahu s ní se tak nenaplní. Do kolonie brzy dorazí skupina cizinců vedená Capem (Dan Ewing), který tvrdí, že má loď a může lidi odvézt do bezpečí. Joel však odhalí, že jde o piráty, kteří chtějí kolonii oloupit a nechat napospas monstrům. S pomocí Aimee, Boye a obyvatel kolonie se jim podaří vetřelce porazit, přičemž Joel v rozhodujících chvílích projeví odvahu a schopnosti, které v sobě dříve neviděl.
Nakonec se Joel rozhodne vrátit zpět do své původní kolonie. Po zkušenostech už ví, že se dá na povrchu přežít. Vysílačkou vyzve ostatní kolonie, aby se přestaly jen skrývat a začaly hledat nový život mimo podzemní úkryty.

## Obsazení
| Dylan O'Brien   | Joel Dawson |
| Jessica Henwick | Aimee       |
| Michael Rooker  | Clyde       |
| Dan Ewing       | Cap         |

## Vývoj a výroba
Projekt vznikl ve společnosti Paramount Pictures již v roce 2012 pod pracovním názvem Monster Problems, ale jeho výroba byla odložena až do října 2018, kdy se k projektu připojili Dylan O'Brien a režisér Michael Matthews. V průběhu jara 2019 byly ohlášeny příchody dalších účinkujících: Michaela Rookera, Ariany Greenblatt, Jessicy Henwick a australského herce Dana Ewinga. Hlavní natáčení začalo v Austrálii na Gold Coast 25. března a skončilo 19. května 2019.
Snímek natáčel kameraman Lachlan Milne, s nímž producent Levy spolupracoval už na seriálu Stranger Things. Kaskadérským koordinátorem byl Glenn Suter, který také spolupracoval s O'Brienem už na třetím filmu ze série Labyrint: Vražedná léčba (2018). Psa Boye ztvárnili Hero a Dodge, které trénoval Zelie Bullen.

## Uvedení a přijetí
Film měl původně naplánováno uvedení do kin na 6. března 2020, na podzim 2019 odložené na 17. dubna 2020. V polovině února 2020 ohlásilo studio Paramount Pictures posunutou kinopremiéru až na 12. února 2021. Kvůli pandemii covidu-19 nakonec přešlo na model digitální distribuce (video on demand) doplněné o omezenou kinodistribuci. Na podzim 2020 tak byl během víkendu 16.–18. října uveden celkem v 387 amerických kinech. Od 14. dubna 2021 byl mezinárodně dostupný na streamovací platformě Netflix.
Film byl kritikou většinově přijat pozitivně. V recenzním agregároru Rotten Tomatoes získal z 116 recenzí celkem 94 % pozitivních hodnocení (k 14. srpnu 2025). Na webu Metacritic dosáhl na základě 14 recenzí skóre 63/100 („obecně příznivé“ / Generally Favorable). Zvláštní pozornost si vysloužila kvalitní výprava a design monster.
Film byl také nečekaně nominován pro 93. udílení cen Akademie na Oscara za nejlepší vizuální efekty (jmenovitě Matt Sloan, Genevieve Camilleri, Matt Everitt a Brian Cox), cenu však obdržel Tenet. Byl rovněž nominován při prvním ročníku Critics' Choice Super Awards v kategorii Nejlepší sci-fi nebo fantasy film, kde jej předstihla komedie Palm Springs.
Po uvedení v českém prostředí patřil film mezi nejsledovanější snímky na českém Netflixu.